# Cuisse madame
La Cuisse Madame ou Cuisse de Dame est une variété de poire précoce. Les Cuisses de Dame sont également une pâtisserie que l'on retrouve en période de carnaval dans le canton du Jura (Suisse) et en Alsace. 

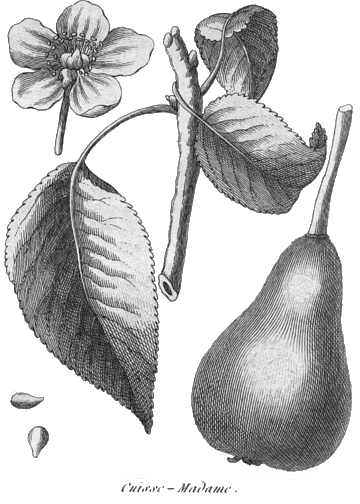
Cuisse Madame.

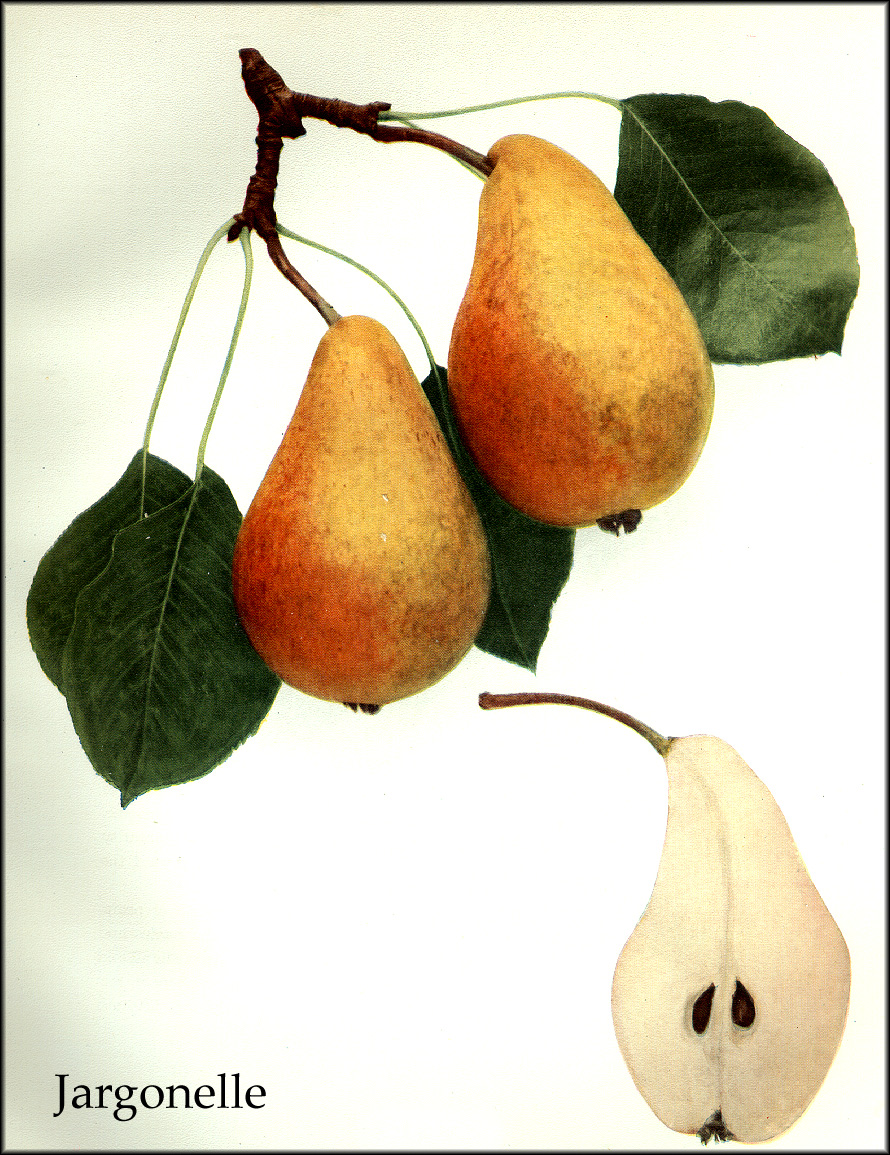
Jargonelle,
aquarelle d'Hedrick.

## Synonymie
- Jargonelle ;
- Cuisse de Dame ;
- Madeleine d'Angers.

## Origine

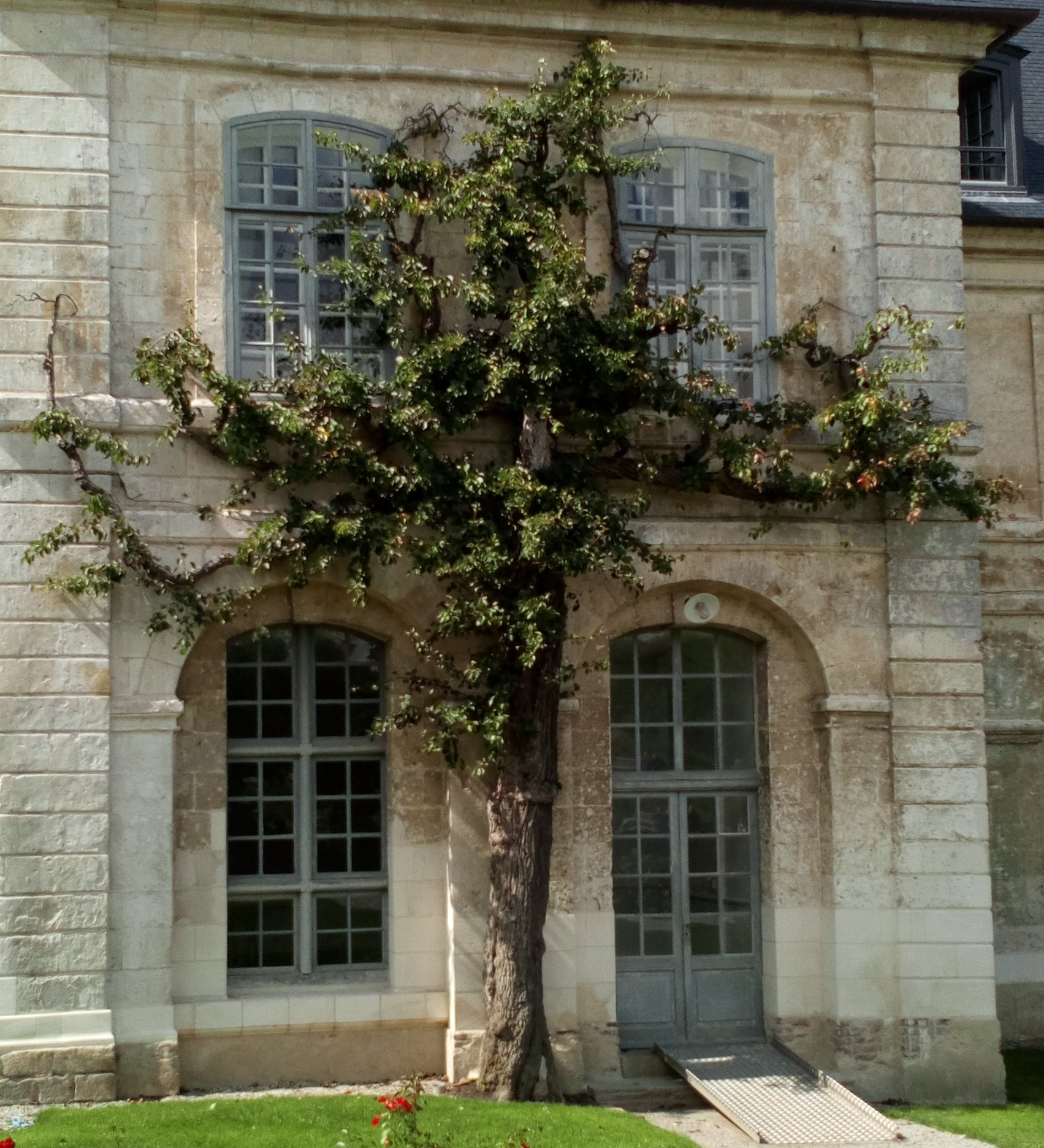
Cuisse Madame (ou Madeleine d'Angers) de l'abbaye de Valloires.

Déjà présente dans les jardins de Louis XIV, c'est l'une des variétés les plus anciennes connues en France.
En 1756, un exemplaire est planté à l'abbaye de Valloires (Somme). L'arbre est toujours présent, c'est l'un des plus vieux poiriers de France.

## Description

### Arbre

#### Époque de floraison
C'est une variété précoce.

#### Productivité
D'une fertilité remarquable, l'arbre est d'un bois fort.

### Fruit
Forme et calibre

Forme allongée, peau rouge et jaune à brune.
Épiderme à maturité
La peau est rugueuse, vert olivâtre, ponctuée de roux, lavée de rouge brun au soleil.
Chair

Elle est d'un blanc jaunâtre, peu abondante en sucre et parfumée comme la Martin-Sec.
Sujette à devenir farineuse quand elle est trop mûre.
Date de récolte - Maturité naturelle

Maturité en juillet, août.
Le fruit se récolte dès juillet, suivant les régions.